# 道原紀晃
道原 紀晃（どうはら のりあき、1989年〈平成元年〉9月7日 - ）は、日本のプロバスケットボール選手。兵庫県神戸市出身。B.LEAGUEの神戸ストークス所属。ポジションはポイントガードまたはシューティングガード。

## 来歴
神戸市立春日野小学校、神戸市立葺合中学校、神戸市立科学技術高等学校、大阪商業大学を卒業後、2012年に兵庫ストークスに入団。以来、ストークスのフランチャイズプレイヤーとして活躍している。

## 人物

### 選手としての特徴
左利きのプレイヤーで、細身でフィジカルはないが、それを高精度の外角シュートとハンドリングで補っている。2017ー2018シーズンには新たにPGのポジションも務め、プレーの幅を広げた。